# Wertdeklaration
Der Begriff Wertdeklaration findet Verwendung im Transportrecht und beschreibt die gesetzliche Notwendigkeit der Deklaration von Wertgegenständen in Beförderungsverträgen um Transportschäden vorzubeugen und Haftungsfragen zu erleichtern. Hierzu gibt es diverse Gerichtsurteile, z. B. stellte der Bundesgerichtshof im Urteil vom 3. Mai 2007 fest, dass der Absender eines Pakets verpflichtet ist, auf den besonderen Wert eines Pakets hinzuweisen, damit der Frachtführer das Haftungsrisiko kennt und entsprechende Sicherheitsmaßnahmen ergreifen kann (Az.: I ZR 175/05). Ein weiteres Beispiel ist das BGH-Urteil vom 19. Januar 2006 - I ZR 80/03 oder vom 20. Juli 2006 I ZR 9/05 über das Mitverschulden des Paketversenders wegen unterlassener Wertdeklaration.
Alles in allem ist vor Versenden materiell direkt wie indirekt wertvoller Gegenstände, wie z. B. Schlüssel oder teure Gegenstände als Versender zu prüfen ob der Beförderungsweg sicher ist und ggfs. durch Wertdeklaration oder Abschluss einer Zusatzversicherung sicherer gemacht werden kann.
Des Weiteren gibt es diesbezüglich internationale Verträge wie das CMR, welches die Abkürzung für die französische Bezeichnung „Convention relative au contrat de transport international de marchandises par route“ darstellt. Dieser völkerrechtliche Vertrag regelt die Haftung und Verantwortlichkeiten im internationalen Straßengüterverkehr.
Andere unspezifischere Begriffsbedeutungen ergeben sich aus der Häufigkeit und Bedeutung der Einzelworte des zusammengesetzten Begriffs.